# Gare d'Anvers-Schijnpoort
La gare d'Anvers-Schijnpoort (en néerlandais station Antwerpen-Schijnpoort), anciennement Zurenborg, est une gare ferroviaire marchandises belge des lignes 12 d'Anvers-Central – frontière néerlandaise (Roosendael) et 27A Anvers (Y Liersesteenweg) à Port d'Anvers, située à proximité du port sur le territoire de la ville d'Anvers, dans la Province d'Anvers.

## Situation ferroviaire
Établie à environ 10 mètres d'altitude, la gare marchandises d'Anvers-Schijnpoortt est situé au point kilométrique (PK) 4,3 de la ligne 12 d'Anvers-Central – frontière néerlandaise (Roosendael), entre les gares d'Anvers-Est (fermée), s'intercalait la halte fermée de Borgerhout et la gare d'Anvers-Dam (fermée). Elle est également située au PK 16,7 de la 27A Anvers (Y Liersesteenweg) à Port d'Anvers, sur un tronçon où les deux lignes ont un tracé en parallèle et passent aux mêmes gares, sauf la petite halte de Borgerhout qui n'était desservie que par la ligne 12.

## Histoire
De nos jours, la gare d'Anvers-Schijnpoort se compose de deux groupes de faisceaux, l'un à l'ouest de la ligne 12 qui n'est plus utilisée à cet endroit que par des trains de voyageurs vides allant au garage à Schijnpoort ou en provenant : ces faisceaux (C, D, E et F) sont équipés d'installations d'entretien, de nettoyage et de formation de trains de voyageurs. L'autre groupe de faisceaux (Q et T), à l'est de la ligne 27A où passent de nombreux trains de marchandises allant au port d'Anvers ou en provenant, est utilisé pour le chargement et le déchargement de wagons porte-conteneurs et le changement de locomotives de trains de marchandises.